# El asesinato del duque de Guisa
El asesinato del duque de Guisa es un cuadro pintado por Paul Delaroche en 1834. La pintura representa el asesinato de Enrique I de Guisa, duque de Guisa, por la guardia del rey de Francia, Enrique III, en la cámara de este último, el 23 de diciembre de 1588. Encargado por Fernando Felipe, duque de Orleans, en 1833, el cuadro fue entregado en mayo de 1834.
Está conservado en el Museo Condé de Chantilly, existiendo una réplica en el castillo de Blois. En 2014, otra réplica fue prestada al Museo de Bellas Artes de Lyon en el marco de la exposición L'invention du passé. Histoires de cœur et d'épée en Europe, 1802-1850.
Se considera generalmente que la película de 1897 El asesinato del duque de Guisa es una versión animada de este cuadro, aunque esto se ha puesto a veces en duda.